# Підгірне (Запорізький район)
Підгі́рне —  село в Україні, у Новомиколаївській селищній громаді Запорізького району Запорізької області. Населення становить 376 осіб. До 2020 року орган місцевого самоврядування — Підгірненська сільська рада.

## Географія
Село Підгірне розташоване за 54 км від обласного центру, на обох берегах річки Солона, за 12 км на захід від адміністративного центру селищної громади — селища Новомиколаївка. Найближча залізнична станція Гайчур (за 36 км).

## Історія
Засноване як хутір Тісена у другій половині XIX століття вихідцями з навколишніх сіл.
7 (20) листопада 1917 року, відповідно до Третього Універсалу Української Центральної Ради, увійшло до складу Української Народної Республіки.
У 1921 році перейменоване в село Підгірне.
12 червня 2020 року, в ході децентралізації, Підгірненська сільська рада об'єднана з Новомиколаївською селищною громадою Новомиколаївського району.
19 липня 2020 року, в результаті адміністративно-територіальної реформи та ліквідації Новомиколаївського району, село увійшло до складу Запорізького району.

## Населення

### Мова
Розподіл населення за рідною мовою за даними перепису 2001 року:
| Мова       | Кількість | Відсоток |
| ---------- | --------- | -------- |
| українська | 350       | 93.09%   |
| російська  | 24        | 6.37%    |
| білоруська | 1         | 0.27%    |
| румунська  | 1         | 0.27%    |
| Усього     | 376       | 100%     |

## Економіка
- ТОВ «Нива».

## Об'єкти соціальної сфери
- Середня загальноосвітня школа.
- Будинок культури.
- Амбулаторія.